# 鷹島肥前大橋
鷹島肥前大橋是日本跨越日比水道，連結長崎縣松浦市鷹島町神崎免與佐賀縣唐津市肥前町星賀的一座公路斜張橋，是長崎縣道·佐賀縣道109號鷹島肥前線的一部分。
鷹島本是孤立的離島，大橋規劃由兩縣于1997年開始共同推進，建成后首次把鷹島和九州本土連結了起來，取代了運行60年的輪渡。通車儀式在唐津市肥前文化會館舉行。大橋通行免費。有巴士通過大橋跨海運營。。

## 概要
- 總長：1,251米、共十四跨
  - 鷹島側引橋：278米、共五跨
  - 主橋：840米、五跨（有兩個輔助墩）
  - 肥前側引橋：133米、共四跨
- 最大跨度：400米
- 主橋構造：雙塔斜張橋
- 寬度：車道部分为2車道6米、人行道部分为單側2米
- 建成启用日期：2009年（平成21年）4月18日
- 总造價：約200億日元（其中長崎縣約140億日元）

## 图集

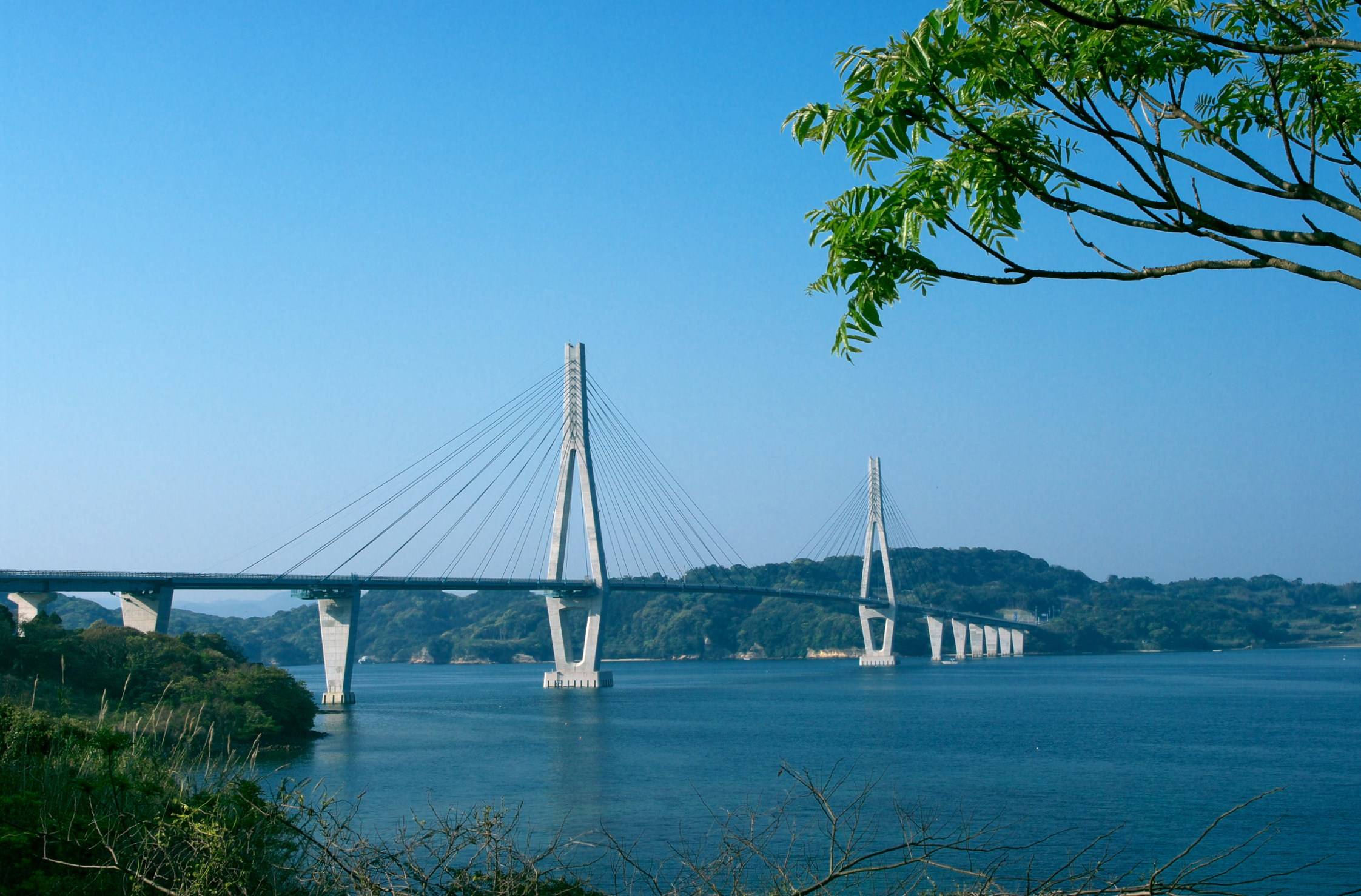
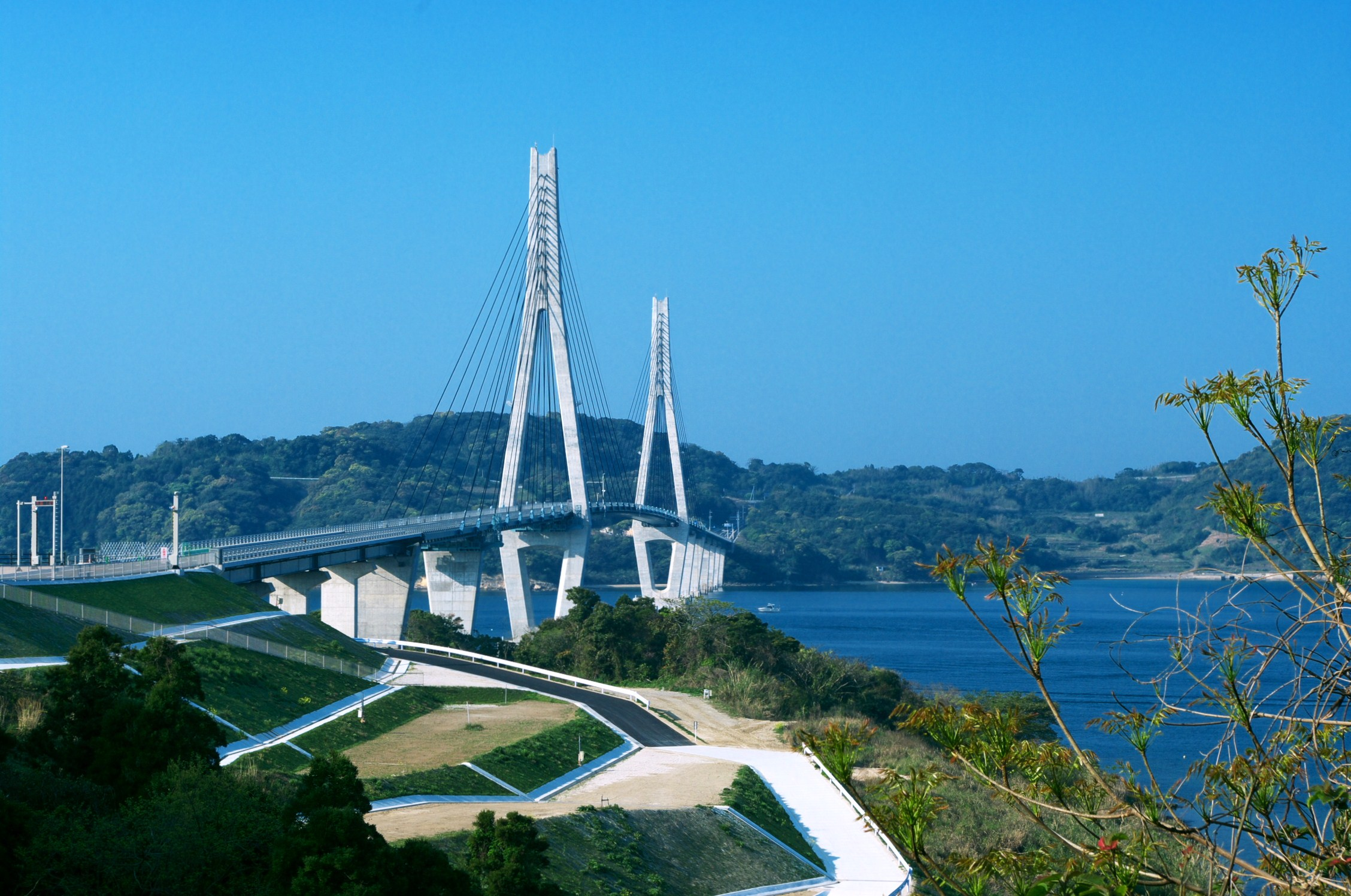
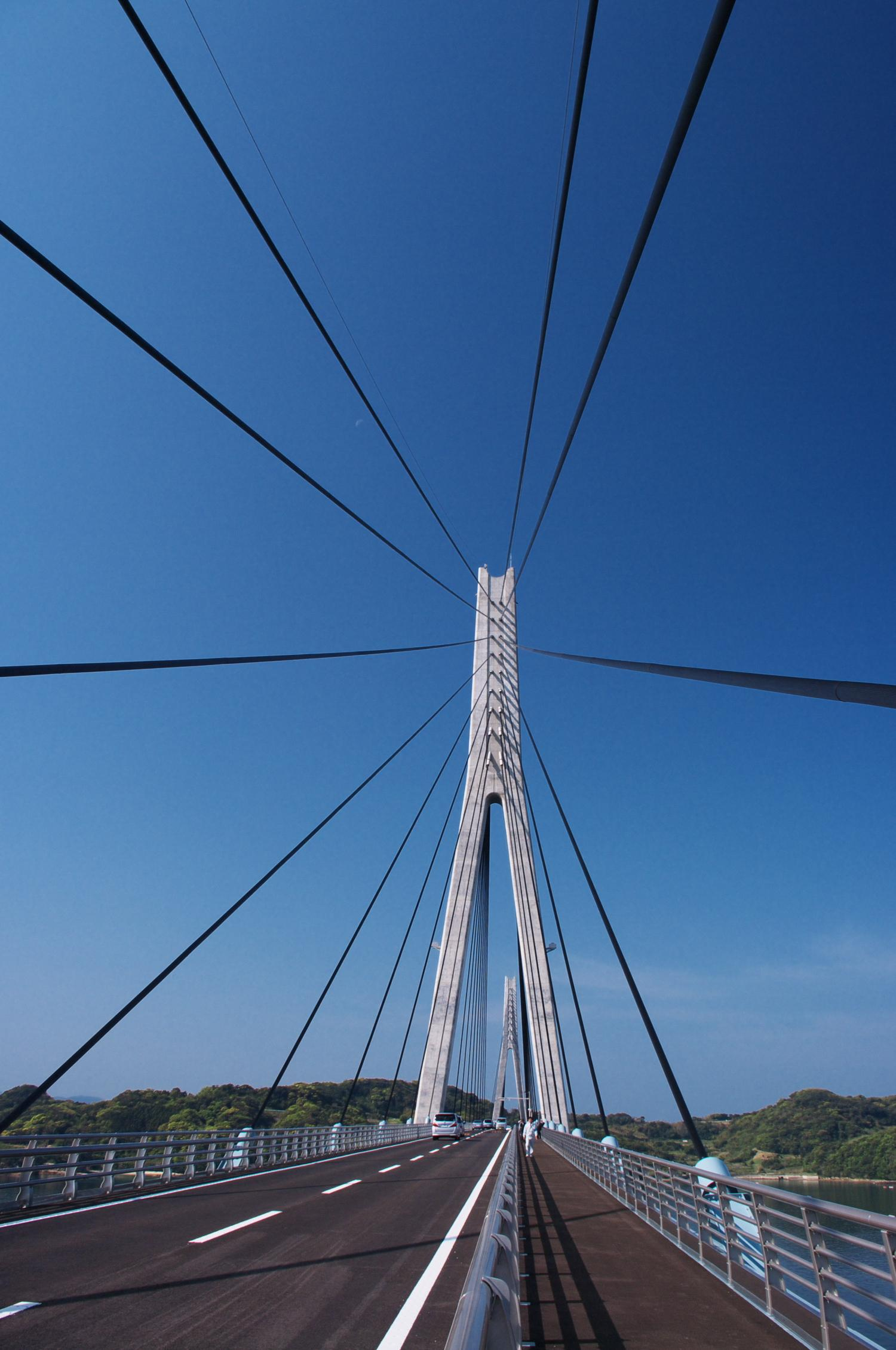
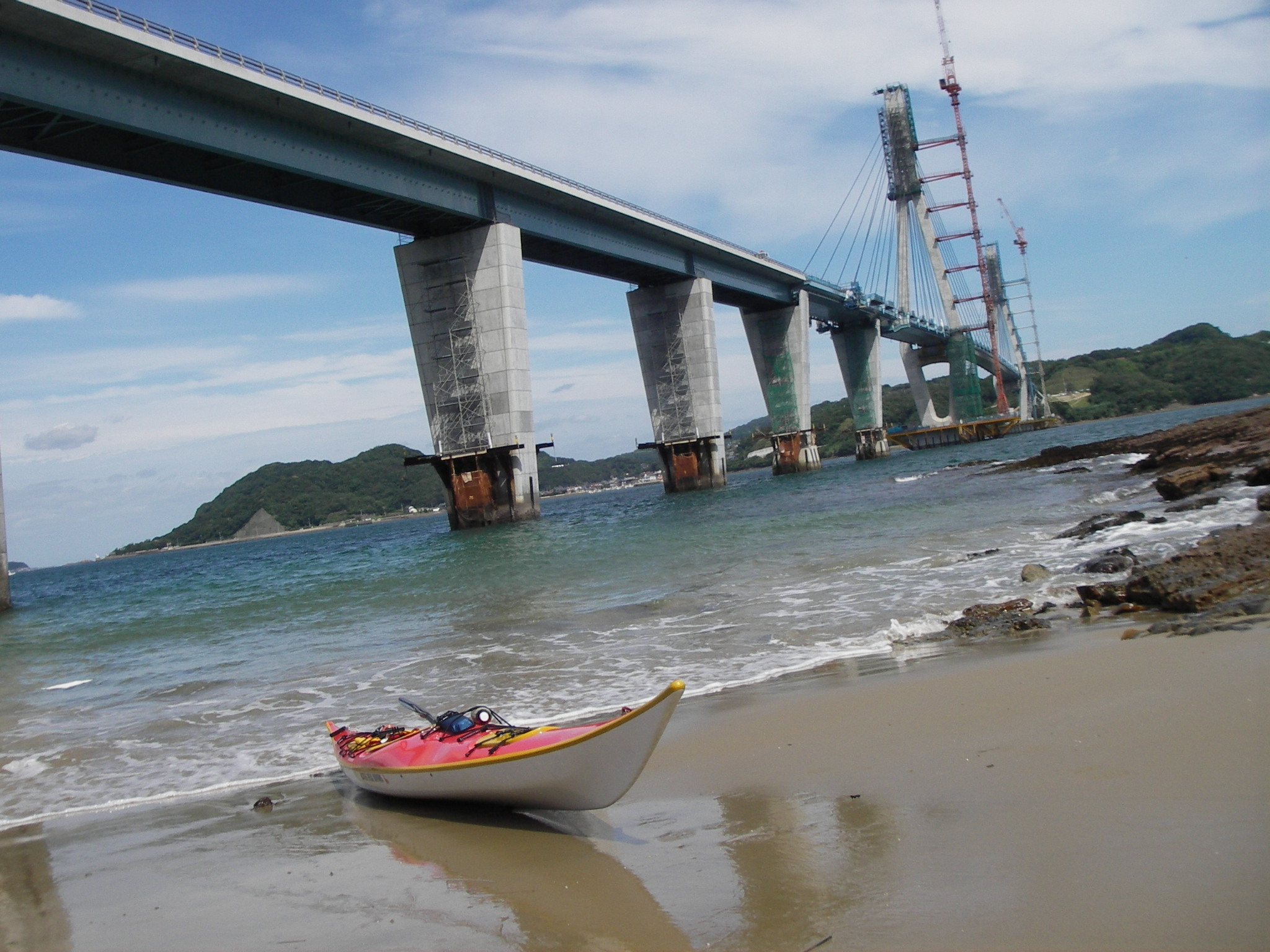

## 周邊
- 鷹島道之驛（日语：道の駅鷹ら島）